# Izbori za Carevinsko vijeće 1911.
Izbori za Carevinsko vijeće održali su se 13. lipnja 1911. godine. 
U austrijskom dijelu monarhije državna vlast nije mogla funkcionirati, jer ni nova nova (već treća) Vlada kojoj je na čelu bio premijer Richard Binerth nije mogla uredno djelovati jer su odnosi političkih snaga u Carevinskom vijeću kočili sve. Ni najvažnije stvari vezane za državni proračun ni novi vojni krediti nisu mogli promoći. Kriza je trajala te je naposljetku car Franjo Josip I. raspustio parlament koncem travnja 1911. najavio nove izbore.
Zastupnicima je mandat trajao do kraja postojanja Austro-Ugarske.

## Kraljevina Dalmacija
Dani kad su bili predviđeni izbori bili su 13., 16. i 19. lipnja 1911., a možebitni drugi krug (t.zv. uži izbori) bili su predviđeni za 21., 24. i 27. lipnja.
Predloženike (kandidate) istakle su tri hrvatske stranke (Stranka prava, Hrvatska stranka i Hrvatska pučka napredna stranka), jedna srpska (Srpska stranka) i jedna autonomaško-talijanaška (Autonomaška stranka).
Kraljevina Dalmacija dala je ove zastupnike:
- Stranka prava: don Ivo Prodan (izborni kotar Zadar – Pag – Rab – Biograd), dr Ante Dulibić (izborni kotar Šibenik – Tisno – Skradin), dr Ante Sesardić (izborni kotar Sinj – Vrlika) i prof. Josip Virgil Perić (izborni kotar Imotski – Omiš).

- Hrvatska stranka: dr Vicko Ivčević, dr Pero Čingrija, dr Ante Tresić Pavičić i don Juraj Biankini

- Srpska stranka: dr Dušan Baljak i Gjuro Vukotić

- Hrvatska pučka napredna stranka: dr Josip Smodlaka